# Thyreus empeyi
Thyreus empeyi is een vliesvleugelig insect uit de familie van de bijen en hommels (Apidae). De wetenschappelijke naam van de soort is voor het eerst geldig gepubliceerd in 1991 door Constance Margaret Eardley .